# Махмудия (град)
Вижте пояснителната страница за други значения на Махмудия.
Махмудия (на румънски: Mahmudia) е село в окръг Тулча, Северна Добруджа, Румъния.

## История
След създаването на Българската екзархия в 1870 година, българите от Махмудия молят Тулчанската българска община да им съдейства, за да бъдат приети под върховенството на Екзархията и да им се пратят български свещеници.
През 1917 година Махмудия попада на Румънския фронт на бойните действия по време на Първата световна война. През 1918 г. в Махмудие функционират осем вятърни мелници и един общински хамбар, от които се раздава храна на гладуващите и крайно бедните.
До 1940 година в Махмудия има българско население, което се изселва в България по силата на подписаната през септември същата година Крайовската спогодба.